# Concile de Paris (829)
Pour les articles homonymes, voir Concile de Paris.
Le sixième concile de Paris se tient le 6 juin 829 à Paris, convoqué par Louis le Pieux.

## Description
Il traite de la succession de l'empereur, qui veut régler le sort de son fils Charles issu de son deuxième mariage avec Judith de Bavière. Ce concile a donc pour but, entre autres, de modifier l'Ordinatio Imperii, qu'il a lui-même institué en 817.
L'Ordinatio Imperii de 817 a alors été accueilli favorablement par l'épiscopat de l'empire, qui y voyait l'assurance de la primauté du fils aîné de l'empereur sur ses frères et donc un gage de paix pour l'empire. Les évêques sont donc mécontents de la volonté de Louis le Pieux de modifier l'Ordinatio et soutiennent à l'issue du concile que l'autorité de l'épiscopat est supérieure à celle de l'empereur, en se fondant sur la lettre que le pape Gélase Ier a adressée à l'empereur byzantin Anastase Ier trois siècles plus tôt, où il expliquait que le monde est gouverné par deux types de pouvoirs : le pouvoir sacré des prêtres et le pouvoir royal.
Ce concile traite également de discipline ecclésiastique, et du partage des biens entre l'évêque et le chapitre.
Il se déroule dans la cathédrale Saint-Étienne de Paris ou, selon une autre source, dans l'église Saint-Étienne-des-Grès.